# Агіасма

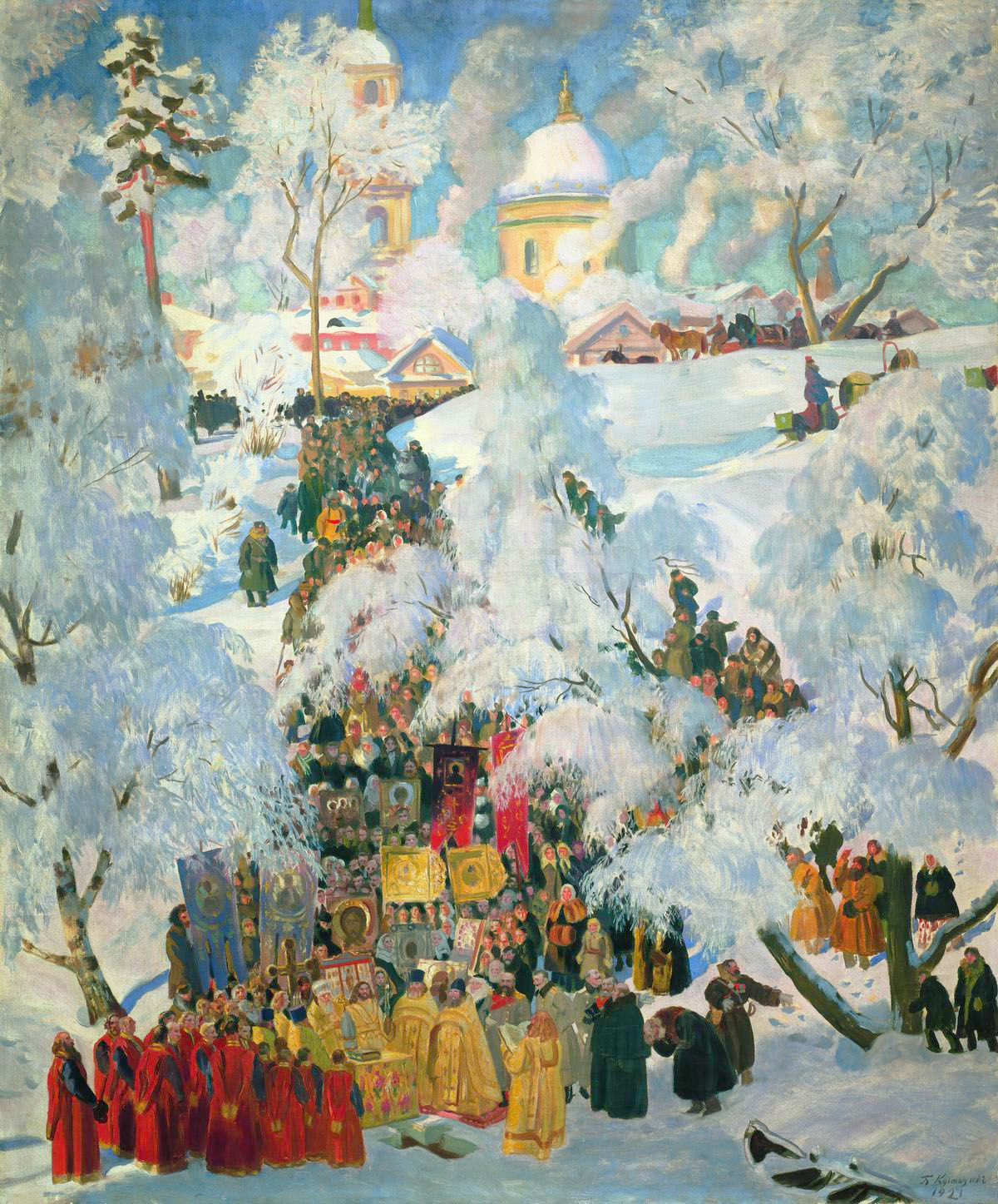
Освячення води на Богоявлення, Борис Кустодієв

У православ'ї агіа́сма (грец. Αγίασμα — святиня) — це хрещенська вода або богоявленська вода, тобто вода, освячена напередодні та в саме свято Богоявлення Господнього (в народі Водохреща). Її також називають Великою Агіасмою, оскільки над нею звершують чин великого водосвяття з особливими молитвами, що розкривають сенс освячення води.

## Історія
Традиційно в Україні цю воду тримають у хаті ввесь рік, уживаючи її проти найрізноманітніших хвороб. Принісши її з річки, кроплять нею всю господу й худобу. Кроплять свяченою водою й самих себе, якщо збираються кудись у дорогу, на ярмарок тощо. Літом кроплять бджоли, щоб велися.
На Полтавщині йорданською водою вмиваються дівчата, зараз же по водосвятті де вода святиться.